# Hajreddin Barbarossa
Hajreddin Barbarossa korábban Hizr Reisz (törökül: Barbaros Hayreddin (Hayrettin) Paşa vagy Hızır Hayreddin (Hayrettin) Paşa; kb. 1478 – 1546. július 4.) hírhedt földközi-tengeri kalóz, majd az Oszmán Birodalom kapudán pasája, azaz főadmirálisa. Tengeri győzelmei megalapozták a török flotta fölényét a keresztény hatalmakkal szemben a 16. században. A Hajreddin (arabul Khair ad-Din خير الدين, az iszlám legjava) nevet Nagy Szulejmán adományozta neki főadmirálisi kinevezésekor. A Barbarossa nevet Arudzs bátyjától örökölte, miután az csatában meghalt.

## Ifjúsága
Hizr az 1470-es években született Leszbosz (Midilli) szigetén, Palaiokiposz faluban. Apja neve Jakup Aga, anyjáé Katerina volt. A különböző források hol görög, hol török, esetleg albán származásúként tüntetik fel. Anyja helybeli keresztény görög nő volt, egy ortodox pap özvegye. Apját, Jakupot vagy leszboszi görög renegátnak vagy töröknek, vagy egy volt szpáhinak írják le, aki részt vett a sziget meghódításában és jutalmul megkapta a Bonova nevű falut. Jakup feleségül vette Katerinát és két lányuk, valamint négy fiuk született: Isak, Arudzs, Hizr és Iljasz. Jakup fazekasműhelyt nyitott és egy csónakot is vásárolt, hogy termékeivel kereskedjék. Négy fia besegített a műhelyében, lányai sorsáról azonban nincsenek hírek. Arudzs eleinte a csónakkal segített apjának, Hizr pedig a fazekasműhelyben.

## Tengerészeti pályafutásuk kezdete
A későbbiekben mind a négy fivér tengerész lett és eleinte kereskedelemmel foglalkoztak. Elsőnek Arudzs vágott bele a tengerészéletbe, akihez Iljasz is csatlakozott. Hizr már a saját hajója birtokában kezdett a hajózásba. A kereskedelemről azonban hamarosan kalózkodásra váltottak át, főleg a oszmán vizeken rendszeresen kalózkodó johannita lovagrend hatására. Arudzs és Iljasz a levantei vizeken – Anatólia, Szíria és Egyiptom között – tevékenykedett, Hizr pedig az Égei-tengeren, Thesszaloniki kiindulóponttal. A legidősebb testvér, Isak Leszboszon maradt és a család pénzügyeit intézte.

## Iljasz halála és Arudzs fogsága
Arudzs tehetséges tengerésznek bizonyult és igen sok nyelven – a törökön kívül olaszul, spanyolul, franciául, görögül és arabul – beszélt. Egyik kereskedőútja során hajóját megtámadták a johannita lovagok, és a harcban Iljasz meghalt, Arudzs pedig megsebesült és fogságba esett. Három évig volt fogságban a lovagok bodrumi erődjében, míg Hizrnek végül sikerült kiszabadítania.

## Arudzs, a kalóz

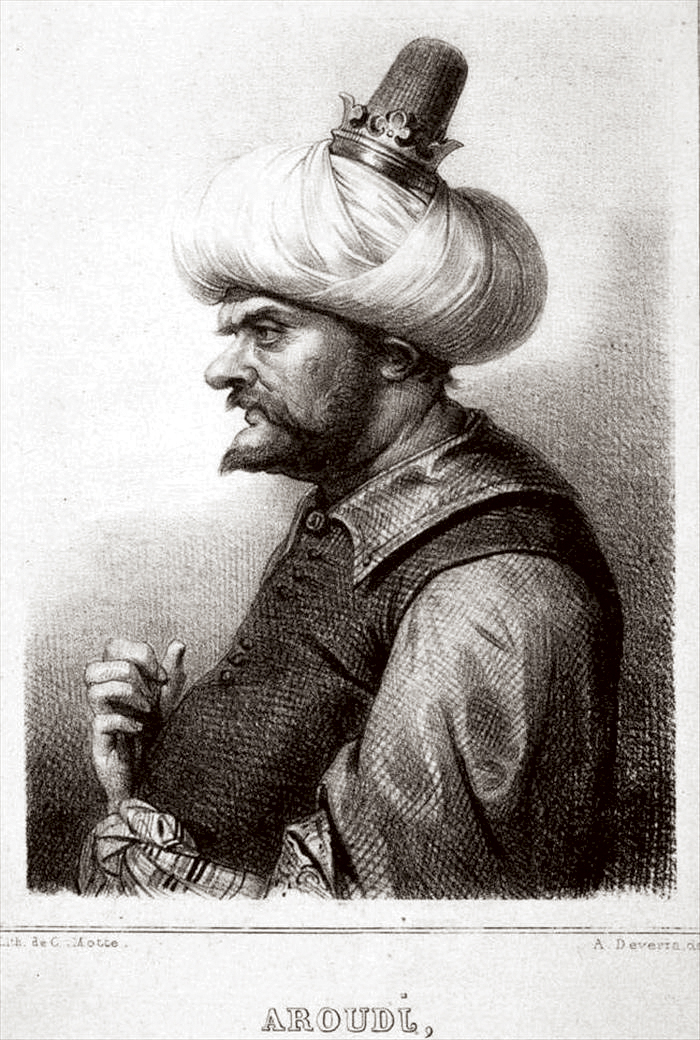
Arudzs Barbarossa (19. századi rajz)

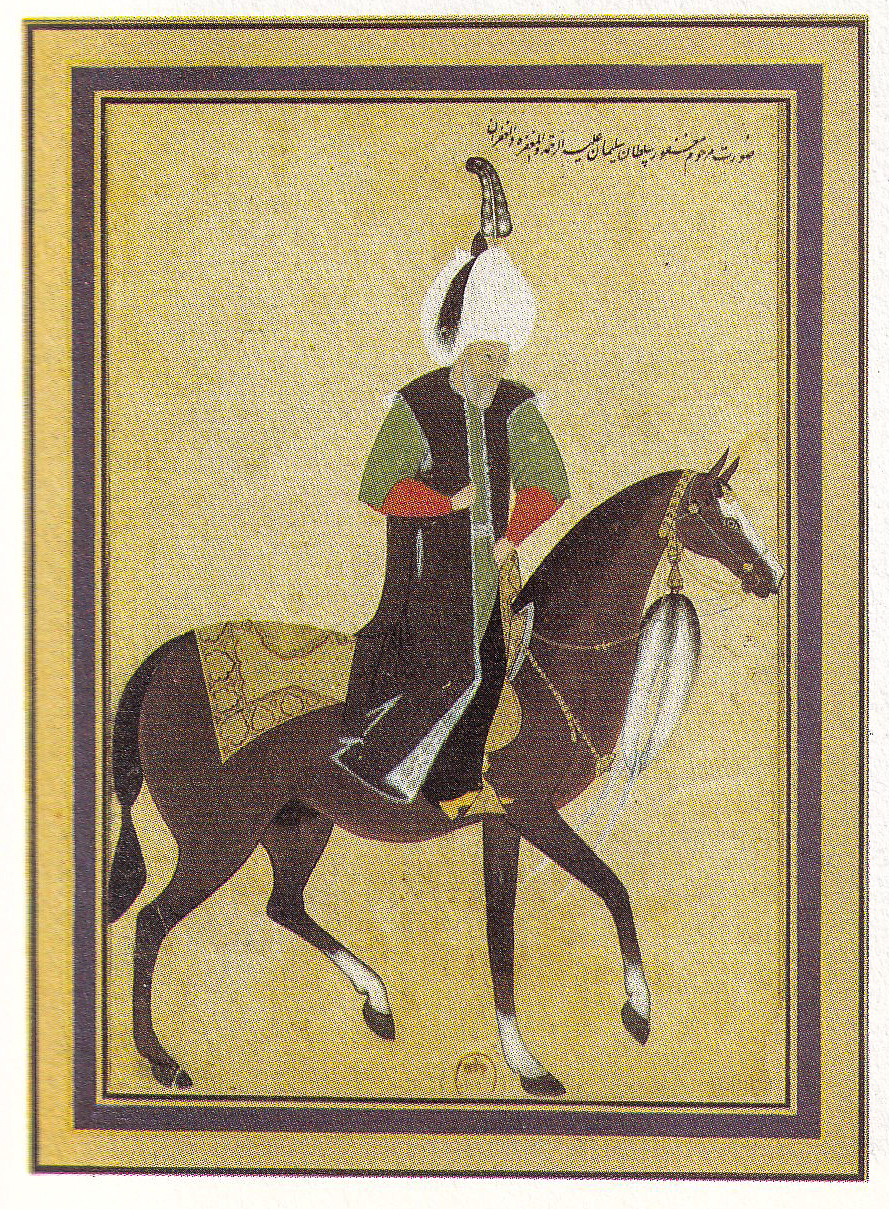

Antalya török kormányzója, Sehzade Korkud 18 gályát bízott Arudzs gondjaira, hogy harcoljon az oszmán kereskedelmet komolyan károsító johannita hajók ellen. Néhány évvel később, mikor Korkud Manisa kormányzója lett, már 24 gályát adott Arudzsnak és utasította, hogy vegyen részt az itáliai Apulia elleni török expedícióban. Arudzs néhány partmenti erődöt ágyúzott és elfogott két hajót. A hazaúton Euboea környékén újabb három galeont és egy negyedik hajót zsákmányolt. Mikor Arudzs visszatért Leszboszra, megtudta hogy patrónusa, Sehzade Korkud, a jövőbeli I. Szelim fivére Egyiptomba menekült, hogy elkerülje az örökösödési problémák miatt várhatóan kiosztandó selyemzsinórt. Korkud védenceként Arudzs sem számíthatott sok jóra a kormányzattól, ezért követte őt Egyiptomba, ahol Al-Asraf Kánszauh mamlúk szultán is adományozott neki egy újabb hajót és megbízta hogy fosztogassa az olasz partokat és a keresztények által birtokolt földközi-tengeri szigeteket.
1503-ban Arudzs három újabb hajót zsákmányolt és Dzserba szigetére tette át főhadiszállását – Hizr itt csatlakozott bátyjához. A fivérek 1504-ben megkérték Abu Abdullah Mohammed Hamisz tuniszi szultánt, hogy használhassák La Goulette kikötőjét. A szultán a zsákmány egyharmadának fejében megadta engedélyét. Ebben az évben Elba szigeténél a kis evezős hajókat vezető Arudzs két jóval nagyobb pápai gályát zsákmányolt, valamivel később Lipari közelében pedig a Cavalleriát, egy szicíliai hadihajót, melyet 380 spanyol katona és 60 aragóniai lovag védett. 1505-ben Calabria partvidékén fosztogattak. Hírnevük egyre nőtt és más muzulmán kalózok, mint például Kurtoglu is csatlakoztak hozzájuk. 1508-ban a liguriai parton raboltak és kifosztották Diano Marina városát.
1509-ben Isak is otthagyta Leszboszt és csatlakozott testvéreihez. Arudzs hírnevét az is növelte, hogy 1504 és 1510 között a spanyol király által országából elűzött muszlimokat Észak-Afrikába szállította át. Ezen akciója által érdemelte ki a Baba Arudzs (Arudzs atya) nevet. A keresztények is ezen a néven ismerték, amit a saját értelmezésük szerint Barbarossára (Vörösszakállúra) torzítottak.
1510-ben a három fivér kifosztotta a szicíliai Cape Passerót és visszaverték a spanyolok támadásait Bougie, Orán és Algír ellen. 1511 augusztusában Reggio Calabria környékét rabolták végig. 1512 augusztusában Bougie elűzött uralkodója hívta segítségül a testvéreket, hogy kergessék ki a spanyolokat a városából és a csata során Arudzs elvesztette a bal karját. Végtagját egy ezüstből készült protézissel pótolták és ettől fogva Gümüş Kol (törökül Ezüstkarú) néven is emlegették. Még ebben az évben végigportyázták Andalúzia partjait és zsákmányul ejtettek egy genovai hajót. Ezután partra szálltak Menorcán és elfoglaltak egy partmenti erődöt. Liguria partjainál újabb négy genovai hajót zsákmányoltak. Genova flottát küldött hajói visszaszerzésére, de a fivérek annak zászlóshajóját is elfoglalták. Miután alig egy hónap alatt 23 hajót zsákmányoltak, a három testvér visszatért La Goulette-be.
Itt három újabb gyors evezőshajót valamint egy lőporüzemet építettek. 1513-ban négy Franciaországba tartó angol hajót zsákmányoltak, majd Valencia partjai mentén öt újabb hajó esett áldozatukul, köztük egy spanyol gálya is. 1513-1514-ben a három fivér újból spanyol hajókat támadott és bázisukat nyugatabbra helyezték, az Algírtól keletre fekvő Cherchellbe. 1514-ben egy ezerfős csapattal bevettek két spanyol erődöt Bougienál és elkerülve az érkező spanyol erősítést, lecsaptak Ceutára, majd a genovai tulajdonban levő Jijelre. Ebben az évben még végigzsákmányolták Szicília, Szardínia és a Baleár-szigetek partvidékét. 1515-ben Mallorca mellett néhány galeont, egy gályát és három vitorlást fogtak el. Arudzs gazdag ajándékokat küldött I. Szelim szultánnak, aki cserébe két gályát és gyémántokkal ékesített kardokat küldött a kalózvezérnek. 1516-ban Elba szigetét támadták, majd újból Liguriát, ahol 12 hajót zsákmányoltak és 28 másikat megrongáltak.

## Algír meghódítása
1516-ban a három fivér kiűzte a spanyolokat Algírból és Jijelből, de aztán a város uralkodóját, III. Abu Hamo Muszát is elkergették. A algíri spanyolok Peñón szigetén kerestek menedéket és V. Károly császár segítségéért folyamodtak, ám a spanyol flotta nem volt képes elűzni a kalózokat Algírból.
Miután kellően megerősítette a helyzetét, Arudzs Algír szultánjának nyilvánította magát és kiterjesztette hatalmát a környékbeli városokra. Ágyúira vitorlákat szereltetett, és így könnyebben szállíthatta őket az észak-afrikai sivatagos síkságokon.
Arudzs tartott a spanyol ellentámadástól, ezért elhatározta, hogy hűséget esküszik a oszmán szultánnak. 1517-ben felajánlotta Algírt a szultánnak, aki új szandzsákként befogadta a várost a birodalmába,  Arudzsot kinevezte kormányzójának és a nyugati Mediterráneum tengeri főkormányzójának, és ígéretet tett, hogy janicsárokkal, ágyúkkal és hajókkal támogatja majd őket.

## Arudzs halála
1517-ben V. Károly utasította az általa kinevezett oráni és tlemceni uralkodót, Abu Zajant, hogy támadja meg Algírt. A terv Arudzs fülébe jutott és ellentámadást indított, elfoglalta Tlemcent és kivégeztette Abu Zajant. A város uralkodódinasztiájának egyetlen túlélő tagja, Sejk Buhammud Oránba menekült és spanyol segítséget kért.
1518. május 18-án V. Károly Oránba érkezett. Mintegy tízezer spanyol katonával és több ezernyi beduin harcossal szárazföldön Tlemcen felé indultak amit Arudzs és Isak védett 1500 török és 5000 mór fegyveressel. A város ostroma húsz napig tartott és a harcokban mindkét fivér elesett.
Hizr Reisz bátyjától megörökölte a beglerbégi címet, minden birtokát és a Barbarossa megnevezést is.

## Hajreddin Algír uralkodójaként

Hajreddin Barbarossa zászlaja

1518 decemberében a szultán által küldött török katonák segítségével az újdonsült Barbarossa visszafoglalta Tlemcent. Akárcsak bátyja, ő is szállított kiutasított muzulmánokat Spanyolországból Észak-Afrikába, a hálás, spanyolokat okkal gyűlölő muszlimok jelentős része csatlakozott hozzá. Elfoglalta Bonét majd 1519 visszaverte az Algír visszafoglalására küldött spanyol-olasz haderőt. Ugyanebben az évben elsüllyesztett egy spanyol hajót és zsákmányul ejtett nyolc másikat, majd kirabolta Provence-t, Toulont és Îles d'Hyères-t. 1521-ben a Baleári-szigeteken fosztogatott és elfoglalt néhány, Amerikából Cádizba tartó spanyol hajót. 1522-ben Kurtoglu vezetése alatt hajókat küldött a szultán Rodosz elleni hadjáratához, melynek eredményeképpen a johannita lovagrendet elűzték addigi székhelyéről.
1525 júniusában Szardínia partjain fosztogatott. 1526 májusában a calabriai Crotone városát fosztotta ki. Júniusban Reggio Calabriánál szállt partra és lerombolta a Messina kikötőjét védő erődöt. Ezután Toszkána partjainál jelent meg, de Andrea Doria flottájának közeledtére meghátrált. Júliusban visszatért Campaniába. A következő évben is végigportyázta az olasz és spanyol partokat.
1529 májusában elfoglalta a marokkói partok mentén fekvő Peñón de Vélez de la Gomera sziget spanyol erődjét. Augusztusban Spanyolország nyugati partvidékét fosztogatta és Andalúziából 70 000 moriszkót szállított át Észak-Afrikába. 1530 januárjában Szicíliához tért vissza, márciustól júniusig pedig a Baleári-szigeteket és Marseille-t fosztotta ki. Júliusban Provence és Liguria partjainál fogott el két genovai hajót. Augusztusban Szardíniánál portyázott, októberben Piombino környékén fogott el három francia galeont, decemberben pedig Cabrera várát foglalta el a Baleári-szigeteken és további expedíciói egy részét innen indította.
1531-ben visszaverte az Andrea Doria által vezetett spanyol-genovai próbálkozást Jijel és Peñón de Vélez de la Gomera visszafoglalására. Ebben az évben még kifosztotta Favignana szigetét és visszaverte a johannita flotta zászlóshajójának támadását. Barbarossa ezután keletnek haladt, partra szállt Calabriában és Apuliában, valamint elsüllyesztett egy johannita hajót. Szintén 1530-ban bevette Tripoli erődjét, amit még V. Károly adományozott a johannita lovagrendnek egy évvel korábban.

## Kinevezése kapudan pasává

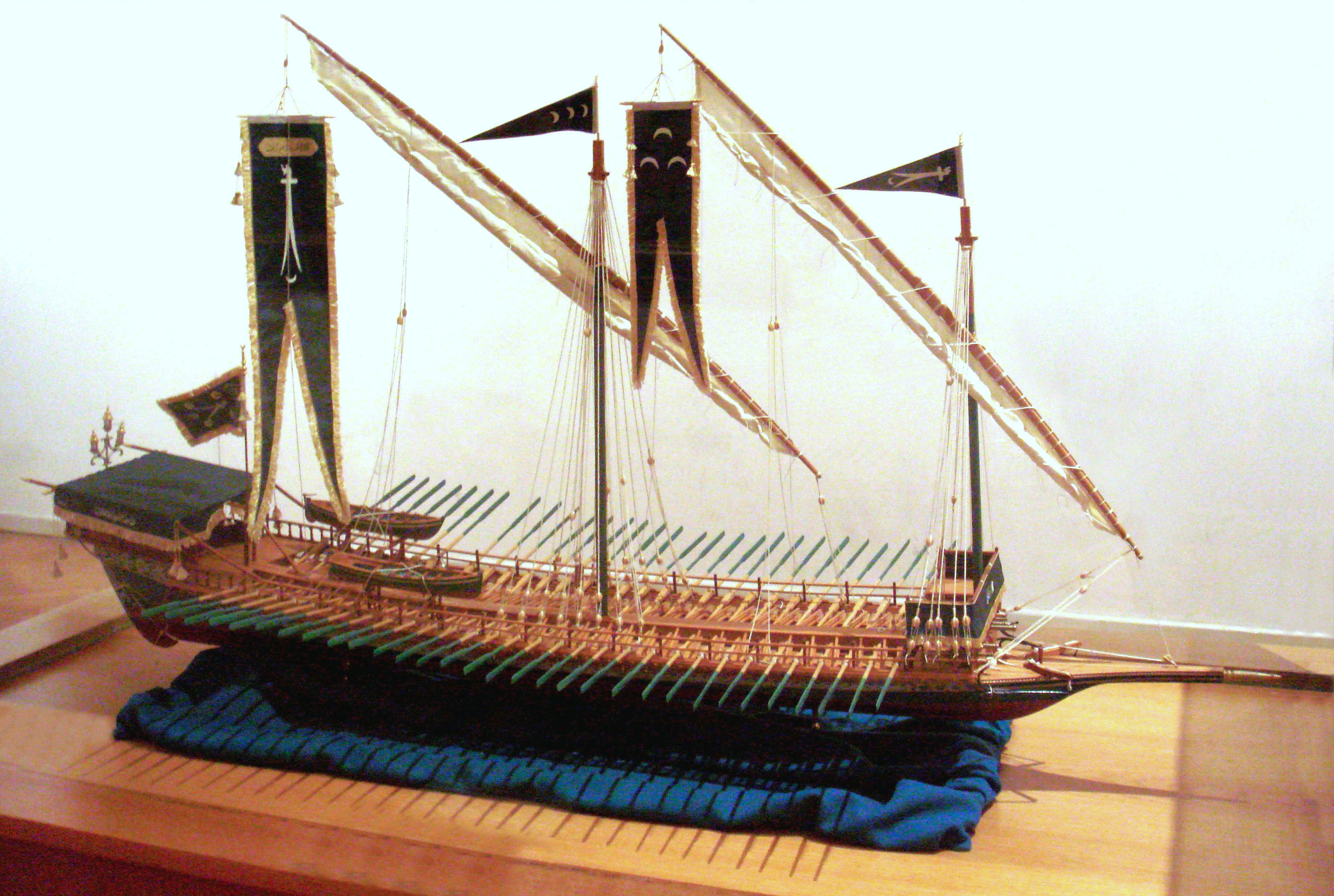
Hajreddin zászlóshajója 1543-ban (makett az isztambuli Tengerészeti Múzeumban)

Szulejmán szultán 1532-es ausztriai hadjárata idején Andrea Doria elfoglalta Coron, Patras és Lepanto erődjeit a Peloponnészoszi-félszigeten. A szultán visszafoglalta a várakat, de az esemény ráébresztette, hogy szüksége van egy erős flottára és egy tapasztalt parancsnokra. Isztambulba rendelte Barbarossát, aki 1532 augusztusában bontott vitorlát. Előbb végigfosztogatta Szardíniát, a korzikai Bonifaciót és Montecristo, Elba valamint Lampedusa szigeteit. Messina mellett elfogott 18 gályát és a foglyoktól megtudta, hogy Doria Prevezába tart. Barbarossa Prevezánál egy rövid összecsapás után megfutamította Doriát és elfoglalta hét gályáját. Hajói felét visszaküldte Algírba, ő maga pedig Isztambulba hajózott. Szulejmán kapudan pasává és észak-afrikai beglerbéggé nevezte ki Barbarossát. Ezenfelül megkapta a rodoszi, euboeai és chiosi szandzsákokat is.
Barbarossa 1533-ban a szultán megbízására követet küldött I. Ferenc francia királyhoz, aki cserébe szintén követséget létesített Isztambulban. Franciaország tengeri segítséget kért az oszmánoktól a Habsburgok elleni harcához.
Hajreddin 1534-ben 80 gályával hajózott ki Isztambulból és áprilisban visszafoglalta a spanyoloktól Coront, Patrast és Lepantót. Júliusban Calabriában fosztogatott, több hajót is elfogott és elfoglalta San Lucido erődjét. Ezután elpusztította Cetraro kikötőjét és a bent horgonyzó hajókat. Júliusban Capri és Procida szigetét rabolta ki és ágyúzta Nápoly kikötőjét. Végigportyázta az olasz tengerpartot, közeledtére Róma harangjait is félreverték. Ezután délnek vette az irányt és elűzte Mulej Hasszánt Tunisz trónjáról és elfoglalta a fontos tuniszi kikötőt, La Goulette-t.
V. Károly Hajreddinhez küldte egy ügynökét, hogy ajánlja fel neki Észak-Afrika trónját, és ha nem jár sikerrel, próbálja valahogyan meggyilkolni Barbarossát. A főadmirális azonban elutasította az ajánlatot és utána kardjával lecsapta az ügynök fejét.

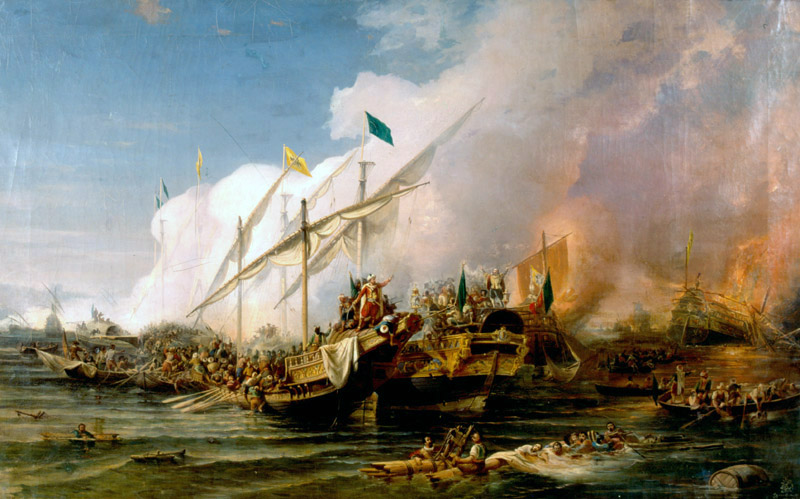
A prevezai csata (O. Behzad, 1866)

Mulej Hasszán V. Károly segítségét kérte királysága visszafoglalásához és 1535-ben egy 24 000 fős spanyol-olasz hadsereg megszállta Tuniszt. Barbarossa kitért a túlerő elől és újból az olasz partokon fosztogatott, majd Algírban feltöltve készleteit Spanyolország ellen fordult, elpusztította Mallorca és Menorca kikötőit, hajókat fogott el és muszlim evezős rabszolgákat szabadított fel. Szeptemberben felmentette a spanyolok által szorongatott Tlemcent.
1536-ban a szultán visszahívta Isztambulba és 200 hajót bízott rá, hogy támadja meg a Habsburgok vezette Nápolyi Királyságot. Hajreddin 1537 júliusában Otranto mellett szállt partra, elfoglalta a várost, utána pedig Ugentót és Castro erődjét is.
1537 augusztusában Lütfi pasa és Barbarossa egy hatalmas flottával elfoglalta Velence égei-tengeri birtokait, Szíroszt, Aeginát, Íoszt, Pároszt, Tinoszt, Karpathoszt, Kaszoszt, Kithirát és Naxoszt. Még ebben az évben Hajreddin gyakorlatilag teljesen elpusztította Korfut és rabszolgának hurcolta el a vidéki lakosságot. A korfui régi erődöt azonban 4000 velencei katona 700 ágyúval sikeresen megvédte. Velence ezen veszteségei miatt kezdeményezte III. Pál pápa a Szent Liga létrehozását.
A Liga 1538 februárjában jött létre a pápai állam, Spanyolország, a Német-Római Birodalom, Velence és a Máltai Lovagrend részvételével. A Szinán Reisz által vezetett török flotta azonban ugyanezen év szeptemberében a prevezai csatában megverte a Szent Liga egyesített flottáját és ezáltal megerősítette a török tengeri dominanciát a következő 33 évre, egészen a lepantói csatáig.
1539 nyarán Barbarossa elfoglalta Szkiathosz, Szkirosz, Androsz és Szerifosz szigeteit és visszavette a spanyoloktól Castelnuovót. Elfoglalta a közeli Risan várát és sorra szállta meg a megmaradt keresztény fennhatóságú erősségeket a Ión- és Égei-tengeren. Velence 1540 októberében kénytelen volt békét kötni, melyben elismerte területi veszteségeit és 300 000 aranydukát hadisarcot is fizetett.

## Algír ostroma
Megelégelve a folyamatos fenyegetettséget és a kalózok fosztogatásait, V. Károly császár személyesen indult hadjáratra Algír ellen 1541 októberében. Bár Andrea Doria és az idős Hernan Cortes figyelmeztette a császárt, a kedvezőtlen időjárási viszonyok ellenére megindult a flotta, ám a partraszállást egy vihar félbeszakította. Doria még időben kihajózott a nyílt vízre, de a spanyol flotta egy része zátonyra futott. Eldöntetlenül végződő szárazföldi csatározások után Károly kénytelen volt feladni tervét és visszavonulni komoly veszteségeket szenvedett hadseregével.

## Franciaország szövetségeseként

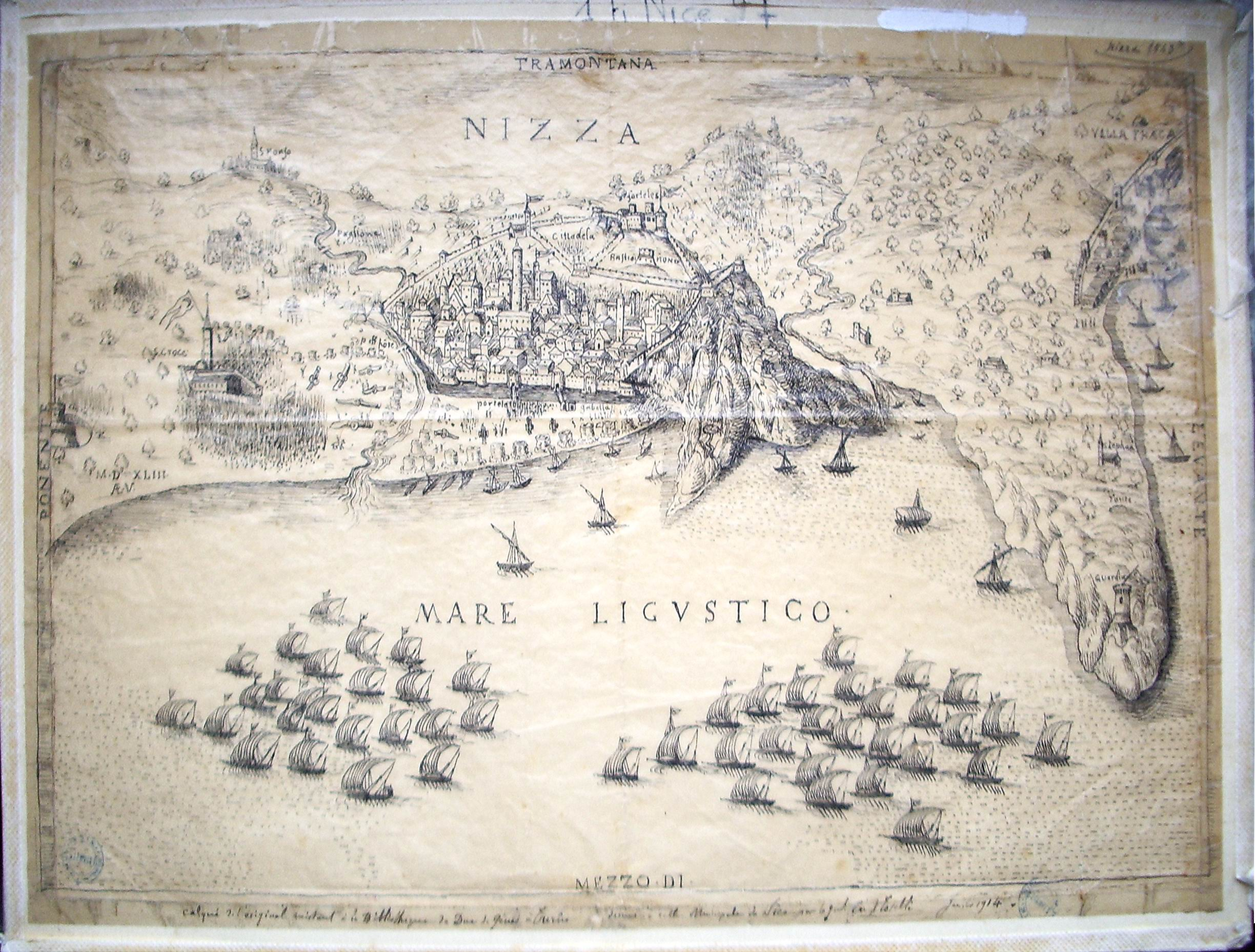
Nizza ostroma

1543-ban Hajreddin a Földközi-tenger nyugati részébe indult, hogy megsegítse a franciákat, akik akkor a törökök szövetségesei voltak. 210 hajó és a 14 000 katonával együtt mintegy harmincezer ember állt a rendelkezésére. Útközben, a Messinai-szoroson való áthaladtában felszólította Reggio Calabria kormányzóját, hogy adja fel a várost. A kormányzó ágyútűzzel válaszolt, ami megölte Barbarossa három emberét. A feldühödött főadmirális ostrom alá vette és elfoglalta a várost. Ezután a Tiberis torkolatában szállt partra Rómát fenyegetve, de a franciák rávették, hogy adja fel ezirányú terveit. Barbarossa kifosztott néhány spanyol és olasz szigetet, azután Nizzát ostromolta meg. 1543. augusztus 5-én elfoglalta a várost a francia király számára, de a citadellát nem tudták bevenni. A szeptember 7-én megérkezett a savoyai–császári felmentő sereg, III. Károly savoyai herceg és Alphonso de Ávalos spanyol kapitány vezetésével, és elűzte a francia–török ostromlókat. Ezután Barbarossa több kisebb szigeten szállt partra, kifosztotta San Remót és egyéb kisvárosokat. A telet Toulonban töltötte, melyből kitelepítették a keresztény lakosokat, és a Szűz Mária-katedrálist mecsetté alakították át a harmincezer török számára.

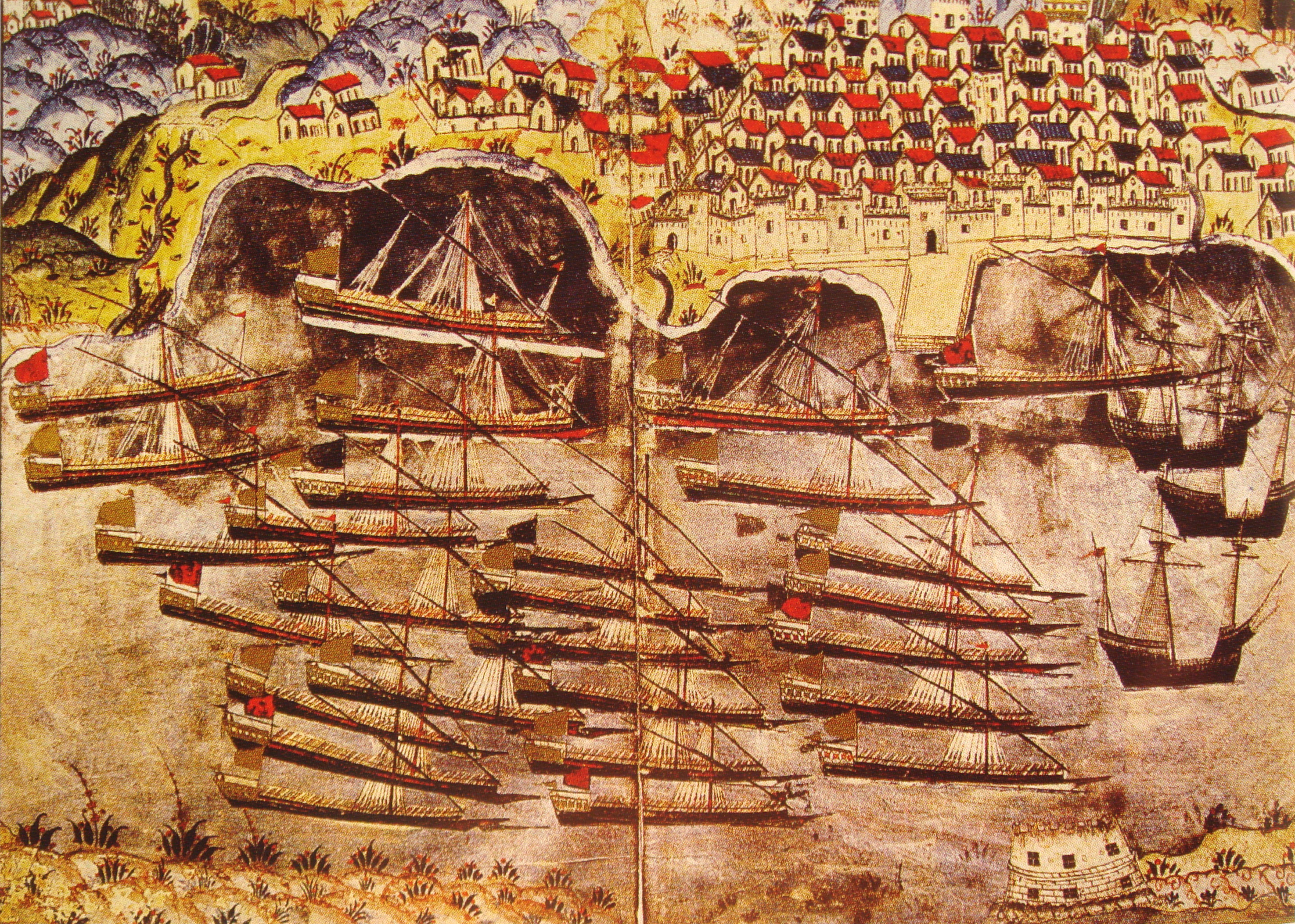
Barbarossa telelése Toulonban

1544 tavaszán Barbarossa újabb spanyol-olasz flottát futamított meg, és mélyen behatolt a Nápolyi Királyság területére. Ezután Genovához hajózott, és támadással fenyegette a várost, ha nem engedik el a kapitányát, Turgut Reiszt, akit még 1540-ben fogtak el Korzikán, és azóta gályarab volt. Andrea Doria a saját palotájába hívta meg tárgyalni Hajreddint, és végül 3500 dukátos váltságdíjban egyeztek meg. Ebben az évben még sikerrel visszaverte a spanyolok támadását Dél-Franciaországban, de aztán V. Károly és Szulejmán békét kötött, és a szultán visszahívta főadmirálisát.
Visszafelé tartó útján, 1544 júniusában megállt Elba szigeténél, és Piombino ágyúzásával fenyegetőzött, ha a város nem engedi szabadon Szinán Reisz fiát, aki még tíz évvel azelőtt, Tunisz ostrománál esett fogságba. Ezután elfoglalta a toszkánai Castiglione della Pescaia, Talamone és Orbetello városokat. Itt megkereste Bartolomeo Peretti sírját, lerombolta és elégette a maradványait, mert Peretti az előző évben felgyújtotta apja házát Leszboszon. Ezután Szardínia partvidékét fosztogatta, majd a Nápolyi-öbölben partra szállt Ischia és Procida szigetén.
Délre indulva menekülésre kényszerítette Giannettino Doria 30 gályáját. Salernót az erős szél miatt nem tudták megtámadni, de a Messinai-szoros környékén több várost és Lipari szigetét is kifosztották.

## Visszavonulása és halála

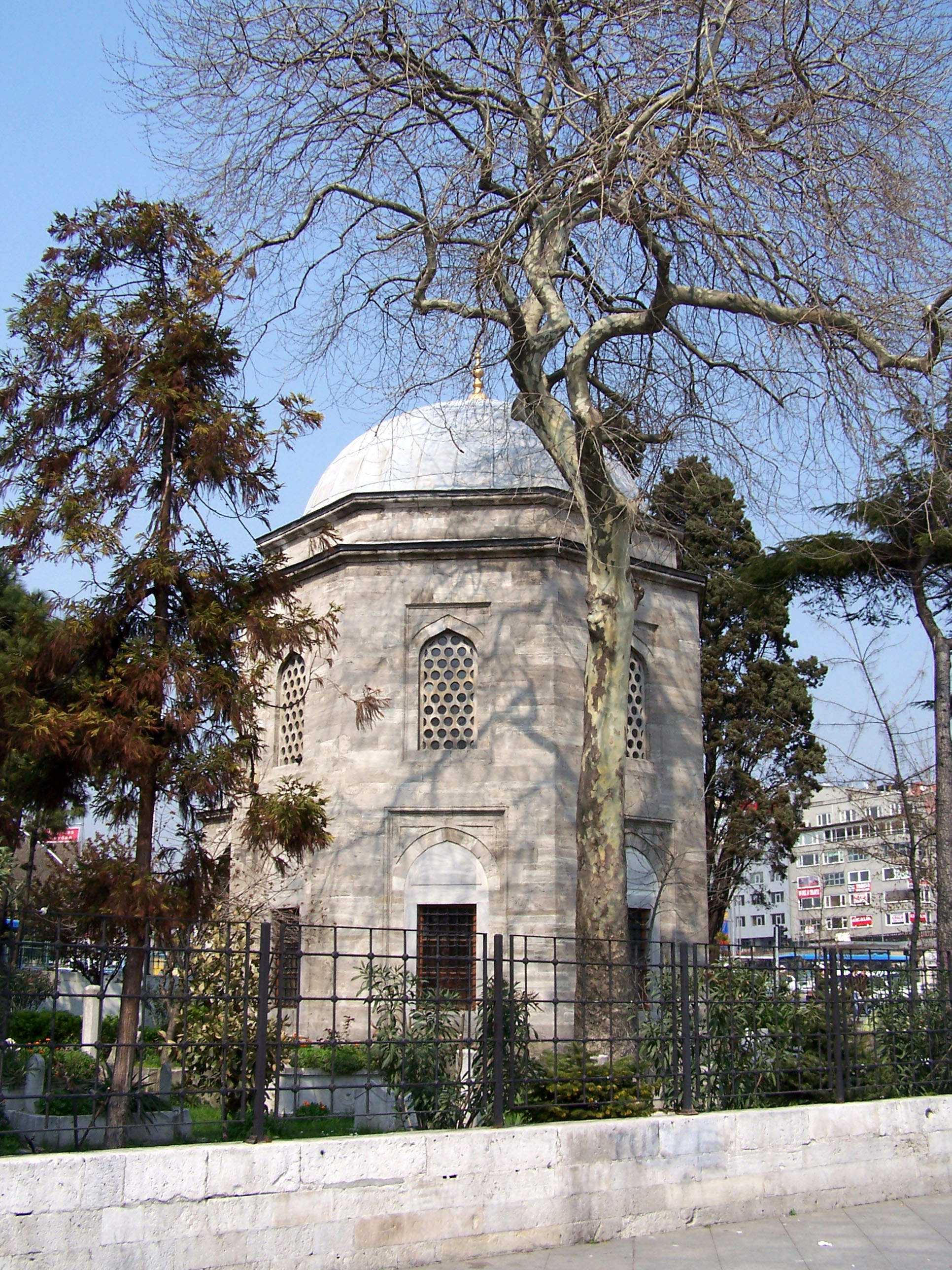
Hajreddin sírja Isztambulban

Végül visszatért Isztambulba, majd 1545-ben utolsó portyáira indult: spanyol kikötőket lőtt és még utoljára partra szállt Mallorcán és Menorcán. Azután visszatért Isztambulba és a későbbiekben a Boszporusz partján épült palotájában élt.
Utódja Algírban a fia, Haszan Pasa volt. Ő maga mondta tollba életrajzát Muradi Szinán Reisznek; az öt kézírásos kötet a Gazavat-ı Hayreddin Paşa (Hajreddin Pasa hódításai) címet viseli és ma a Topkapı palotában és az Isztambuli Egyetem könyvtárában lehet megtekinteni.
Hajreddin Barbarossa 1546-ban halt meg tengerparti palotájában. Türbéjét a híres építész, Mimar Szinán emelte 1541-ben. 1944-ben emlékművet állítottak a sírja mellett.

## Jelentősége
Az Oszmán Birodalom korábban elsősorban szárazföldön terjeszkedett és flottája gyenge volt. Arudzs és Hajreddin Barbarossa hozta létre azt a török tengeri fölényt a Földközi-tengeren, amely még halála után is, egészen az 1571-es lepantói csatáig tartott. Bár Lepantónál vesztettek, a törökök gyorsan pótolták veszteségeiket és elfoglalták Ciprust és a Velence által Moreában és Dalmáciában elfoglalt birtokaikat. 1574-ben visszafoglalták Tuniszt a spanyoloktól. Az Atlanti-óceánra is gyakran kimerészkedtek és egészen a 19. század közepéig komoly tengeri nagyhatalomnak számítottak, Anglia és Franciaország mögött a legnagyobb számú flottával.
Bár az Oszmán Birodalmat sok más kiváló tengerész szolgálta (mint Kemál Reisz, Arudzs Barbarossa, Turgut Reisz, Piri Reisz, stb) egyiküknek sem sikerült olyan lehengerlő tengeri fölényt elérnie mint Hajreddinnek.

## Fordítás
- Ez a szócikk részben vagy egészben  a   Hayreddin Barbarossa című angol Wikipédia-szócikk ezen változatának fordításán alapul.  Az eredeti cikk szerkesztőit annak laptörténete sorolja fel. Ez a jelzés csupán a megfogalmazás eredetét és a szerzői jogokat jelzi, nem szolgál a cikkben szereplő információk forrásmegjelöléseként.